# Уряд Кіпру
Уряд Кіпру — вищий орган виконавчої влади Кіпру.

## Голова уряду
- Президент — Нікос Анастасіадіс (англ. Nikos Anastasiadis).

## Кабінет міністрів
Склад чинного уряду подано станом на 15 липня 2016 року.
| Логотип | Міністерство                                                        | Міністр                                      | Фото | Час на посаді | Час на посаді | Партія | Партія | Вебсайт |
| ------- | ------------------------------------------------------------------- | -------------------------------------------- | ---- | ------------- | ------------- | ------ | ------ | ------- |
|         | Міністерство внутрішніх справ                                       | Сократіс Часікос (Sokratis Chasikos)         |      |               |               |        |        |         |
|         | Міністерство закордонних справ                                      | Іоанніс Касулідіс (Ioannis Kasoulidis)       |      |               |               |        |        |         |
|         | Міністерство оборони                                                | Христофорос Фокаїдіс (Christoforos Fokaidis) |      |               |               |        |        |         |
|         | Міністерство освіти і культури                                      | Костас Кадіс (Kostas Kadis)                  |      |               |               |        |        |         |
|         | Міністерство охорони здоров'я                                       | Філіппос Пацаліс (Filippos Patsalis)         |      |               |               |        |        |         |
|         | Міністерство праці та соціального страхування                       | Зета Айміліаніду (Zeta Aimilianidou)         |      |               |               |        |        |         |
|         | Міністерство сільського господарства, природних ресурсів і екології | Нікос Кугіаліс (Nikos Kougialis)             |      |               |               |        |        |         |
|         | Міністерство торгівлі, промисловості та туризму                     | Георгіос Лаккотріпіс (Georgios Lakkotrypis)  |      |               |               |        |        |         |
|         | Міністерство транспорту, зв'язку і праці                            | Маріос Дімітріадіс (Marios Dimitriadis)      |      |               |               |        |        |         |
|         | Міністерство фінансів                                               | Харіс Георгіадіс (Charis Georgiadis)         |      |               |               |        |        |         |
|         | Міністерство юстиції та громадського порядку                        | Іонас Ніколау (Ionas Nikolaou)               |      |               |               |        |        |         |